# Лакота, Григорий
Григо́рий Ива́нович Лако́та (31 января 1883, Голодовка, Королевство Галиции и Лодомерии — 12 ноября 1950, Абезь, Коми АССР) — Блаженный римско-католической церкви, епископ Перемышльский епархии УГКЦ. Ректор Перемышльской духовной семинарии, католический мученик.

## Биография

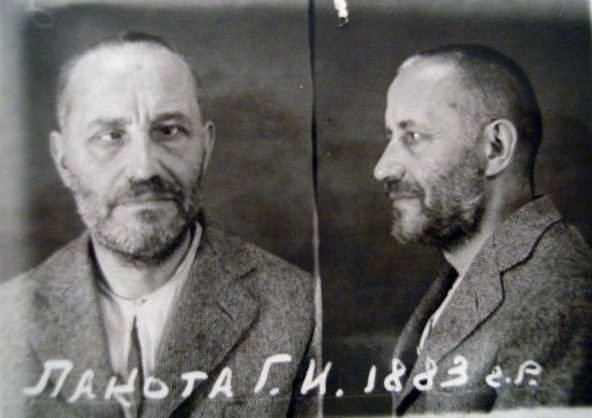
Г. Лакота. Фотография из архива НКВД. 1946 г.

Родился 31 января 1883 в селе Голодовка Рудковского уезда (ныне Заднестряны, Самборский район, Львовская область, Украина). Григорий был четвёртым ребёнком в семье Ивана и Ефросинии Лакот.
Успешно завершил народную школу в городе Комарно и Академическую гимназию во Львове. Под влиянием приятеля семьи Лакота священника Якова Косоноцкого поступил в Генеральную семинарию во Львове и на богословское отделение Львовского университета.
23 августа 1908 года рукоположен в сан диакона, а через неделю епископом Константином Чеховичем рукоположен в иерея в кафедральном соборе Перемышля. Молодой священник Григорий Лакота очень быстро снискал уважение и любовь среди прихожан.
В 1910 году после двух лет пастырства епископ Константин Чехович направил Григория на высшие студии в Институт святого Августина в Вене, где в 1911 году он получил степень доктора богословия.
С 1913 — профессор Перемышльской Духовной Семинарии. 1 января 1918 года епископ Иосафат Коциловский назначил Григория Лакоту ректором Духовной семинарии. Фактически Григорий Лакота организовал полную Духовную семинарию Перемышля. За 8 лет ректорства он заложил основы духовного и интеллектуального развития семинаристов.
10 февраля 1926 года папа римский Пий XI назначил его епископом-помощником Перемышльской епархии. 16 мая 1926 года состоялась его епископская хиротония.
В начале Второй мировой войны в 1939 году епископ Иосафат Коциловский направил Григория Лакоту в город Ярослав, который тогда захватили гитлеровцы, и отдал под его управление весь Западный округ, вплоть до Кракова. В 1941 г. епископ Григорий вернулся в Перемышль, был пресвитером Перемышльской капитулы при Кафедральном храме.
9 июня 1946 года был арестован органами НКВД СССР, заочно осуждён Особым Совещанием в Киеве на 10 лет исправительно-трудовых лагерей и этапирован в Воркуту.
Умер 12 ноября 1950 в санитарном лагере политзаключённых Абезь у Инты (ныне Республика Коми).

## Беатификация
Летом 1996 была найдена могила Григория Лакоты. Были подготовлены необходимые материалы для провозглашения его святым.
Обряд беатификации состоялся 27 июня 2001 во Львове во время Святой Литургии византийского обряда с участием папы римского Иоанна Павла II.